# John Hay, 1. Baronet

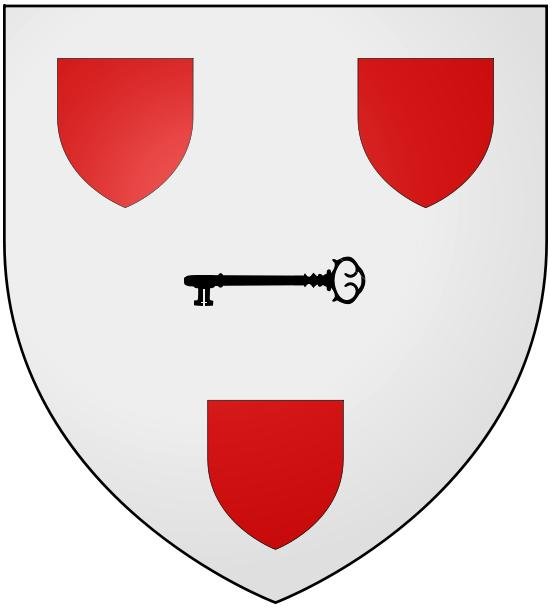
Wappen des Sir John Hay, 1. Baronet

Sir John Hay, 1. Baronet († 1706) war ein schottischer Adliger.

## Leben
Er entstammte einer Nebenlinie des Clan Hay und war das älteste von sieben Kindern und fünf Söhnen sowie der Erbe des Thomas Hay (um 1625–1679), Laird von Hermiston, aus dessen Ehe mit Anna Gibson, Tochter des Sir John Gibson of Pentland. Sein Vater hatte das Staatsamt des Lord Clerk Register inne und war Clerk des Court of Session und Clerk des schottischen Privy Council.
Nach dem Tod seines Vaters erreichte er, dass er auch mit der feudalen Baronie Alderston in East Lothian belehnt wurde, nachdem bereits sein Vater wesentliche Teile dieser Länderei erworben hatte. Am 22. Februar 1703 wurde ihm in der Baronetage of Nova Scotia der erbliche Adelstitel Baronet, of Alderston in East Lothian, verliehen. Die Verleihung erfolgte mit dem besonderen Zusatz, dass der Titel an jeden männlichen Erben (to heirs male in perpetuum) und damit nicht nur in agnatischer Nachkommenlinie vererbbar sei.
Am 27. April 1693 hatte er in Edinburgh Catherine Suttie, Tochter des Sir George Suttie, 1. Baronet, geheiratet. Mit ihr hatte er zwei Söhne, Thomas († 1769) und George († 1777), die ihn nacheinander als 2. und 3. Baronet beerbten, sowie drei Töchter, Anna, Marion und Catherine.